# Camulodunum

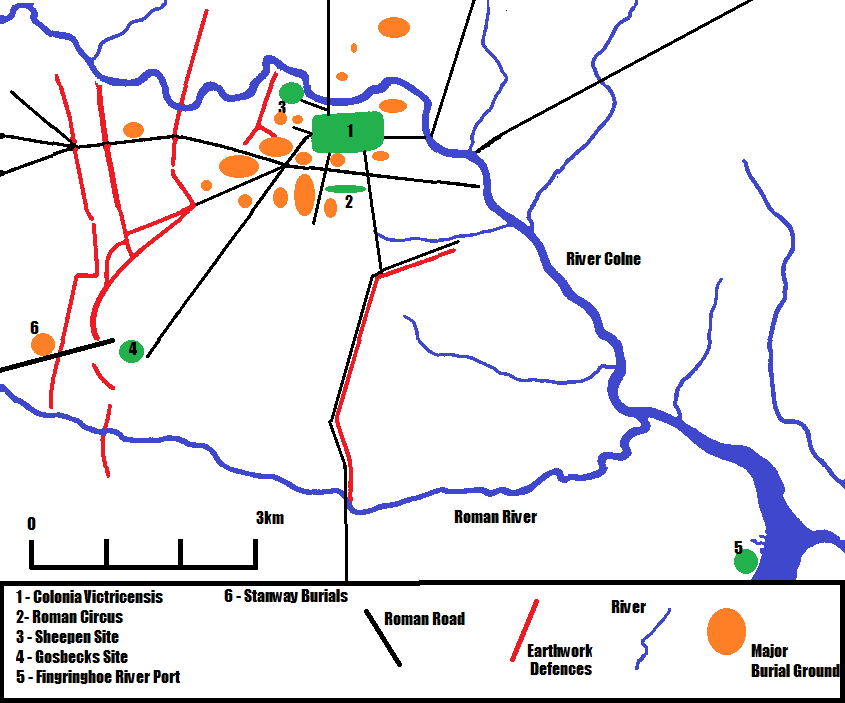
Plan des römischen Camoludunum

Camulodunum ist der lateinische Name von Colchester, der ältesten römischen Stadt in Britannien. Camulodunum war zunächst Hauptort des keltischen Stammes der Trinovanten. Nach der Eroberung Britanniens durch die Römer wurde der Ort Hauptstadt der neuen Provinz und römische Kolonie, verlor diese Rolle jedoch schon früh an Londinium. Die Kolonie trug den Namen Colonia Victrix. Die keltische Siedlung Camulodunum lag etwas südlich davon und bestand neben der Kolonie in römischer Zeit weiter.

## Das keltische Oppidum
Camulodunum ist die latinisierte Form des Namens des ursprünglich keltischen Oppidums. Der Name bedeutet in etwa Festung des Camulos, wobei es sich bei Camulos um den keltischen Kriegsgott handelte. Der Historiker Cassius Dio nennt den Ort Basileion, einen Verwaltungssitz oder eine Residenzstadt. Zur Zeit der römischen Invasion war diese Stadt das politische und kulturelle Zentrum des mächtigsten Keltenstammes in Südbritannien, der Trinovanten, Sitz des Cunobelinus, ihres letzten Herrschers. Vier Monate nach der Invasion schloss der Befehlshaber der römischen Okkupationsarmee, Aulus Plautius, die Stadt ein. Kurz vor ihrer Einnahme landete Kaiser Claudius in Britannien und befehligte persönlich den Sturm auf die Stadtbefestigungen. Nachdem sich ihre Verteidiger ergeben hatten, ritt Claudius auf dem Rücken eines Elefanten in die eroberte Stadt ein.
Bei der keltischen Stadt handelte es sich nicht um eine dicht bebaute Siedlung, sondern um eine lockere Gruppe von Gutshöfen und Bauernhäusern, die auf einem großen Gebiet verteilt lagen. Innerhalb des Gebietes gab es auch Werkstätten. Vor allem im Norden, bei Sheepen, gibt es Belege für Metallverarbeitung und Münzprägungen. Diverse Wallanlagen bildeten ein Befestigungsbollwerk. Zum Siedlungsgebiet gehörten auch diverse Friedhöfe. Bei Stanway und Lexden fanden sich ausgesprochen reich ausgestattete Kammergräber. Bei Gosbecks im Süden standen in römischer Zeit ein Gutshof, Tempel und ein Theater, hier scheint in keltischer Zeit das Zentrum der weitläufigen Siedlungsanlage gewesen zu sein. Bei dem Gutshof mag es sich um den Wohnsitz von König Cunobelinus handeln.

## Name der Stadt

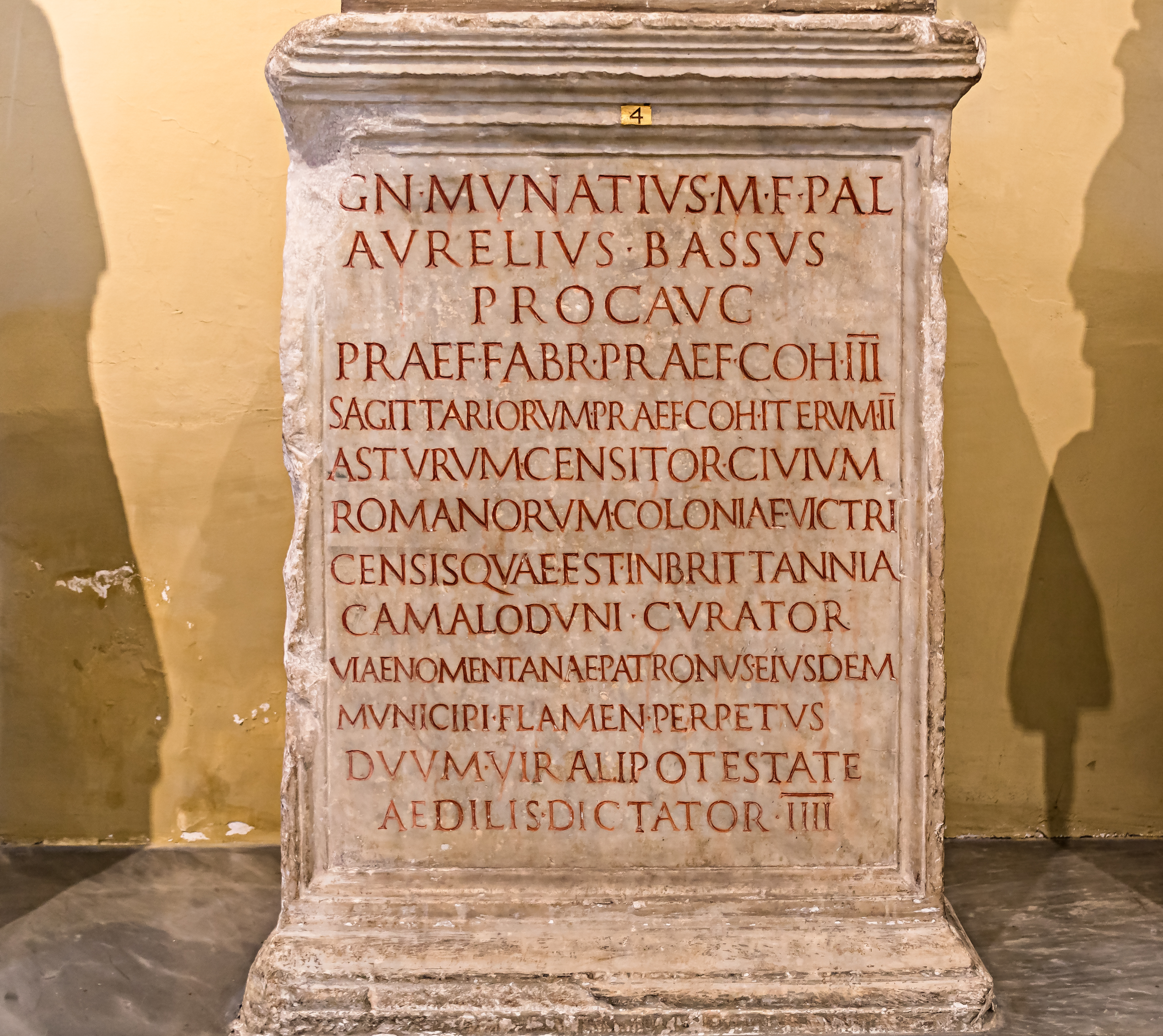
Statuenbasis des Gnaeus Munatius Aurelius Bassus

Der Name der Stadt erscheint in unterschiedlichen Formen in den antiken Quellen. Moderne Autoren nennen die Stadt oftmals einfach Camulodunum, wie es auch antike Autoren tun. Tacitus bezeichnet die Stadt als Camulodunum. Claudius Ptolemäus bezeichnet sie als Camulodunum und als Hauptort der Trinovanten. Dieser Name ist aber anscheinend nicht ganz richtig. Eine sehr wichtige, zeitgenössische Quelle zum Namen ist die Basis einer Statue aus Rom, die von Gnaeus Munatius Aurelius Bassus stammt, der im zweiten Jahrhundert lebte und amtierte. Dieser erwähnt, dass er den Census der römischen Bürger in der Colonia Victricensis, die in Britannien bei Camulodunum liegt, beaufsichtigte. Die keltische Stadt Camulodunum war demnach in Rom ein Begriff, während der Name der Kolonie Colonia Victricensis weniger bekannt war. Antike Autoren waren demnach nicht so vertraut mit der Geographie der Region und verwechselten die Kolonie mit der keltischen Stadt.

## Die römische Provinzhauptstadt

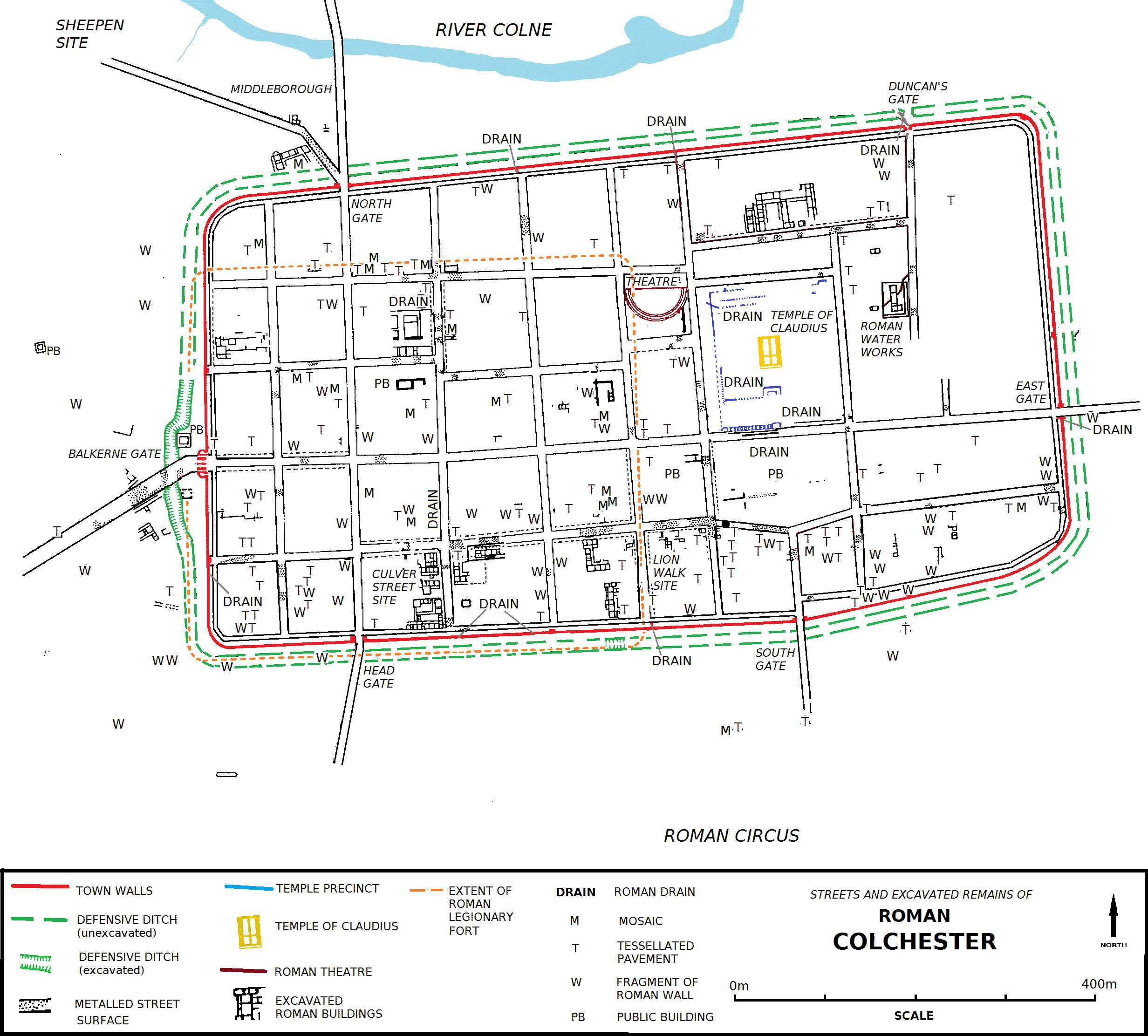
Plan der antiken Stadt

Nach der römischen Eroberung wurde nahe der Stadt um 43–44 n. Chr. ein Legionslager eingerichtet, in der die Legio XX Valeria Victrix mit Auxiliartruppen untergebracht wurde. Die Legion wurde jedoch schon im Winter 48–49 n. Chr. von Publius Ostorius Scapula nach Glevum (Gloucester) umquartiert und die Befestigungen in Camulodunum geschleift. Das Gelände des verlassenen Lagers wurde als Veteranenkolonie Colonia Victrix weitergenutzt.
Die neue Stadt wurde nach einem Plan mit sich rechtwinklig kreuzenden Straßen angelegt, der im Großen und Ganzen dem Plan des Legionslagers folgt. Baracken wurden in Wohngebäude umfunktioniert. Die alten Wälle des Lagers wurden eingerissen und die Gräben zugeschüttet. Im Osten der Stadt, in einem neu eingerichteten Stadtteil, wurde ein Tempel des Claudius als Kaiserkultzentrum errichtet.
Daneben besaß die Stadt auch andere wichtige öffentliche Gebäude, wovon bisher nur ein Theater und ein Triumphbogen lokalisiert wurden. Vor allem der Tempel des Kaiserkultes lässt vermuten, dass die Stadt den Status der Provinzialhauptstadt Britannien einnahm. Ein Forum konnte bisher nicht mit Sicherheit lokalisiert werden. In vielen vergleichbaren Orten ist das Hauptquartier (Principia) eines Militärlagers in ein Forum umgewandelt worden. Das kann auch hier vermutet werden, bewiesen ist es bisher nicht.

## Der Boudicca-Aufstand
Im Jahr 60/61 n. Chr. kam es in der jungen Provinz zu dem Aufstand der Boudicca, in dessen Verlauf das unbefestigte Camulodunum als erste Stadt verwüstet wurde. Der Historiker Tacitus hat von den Ereignissen berichtet. Der Hass richtete sich zunächst vor allem gegen die Veteranen, die ja erst kürzlich in der Stadt angesiedelt worden waren. Auch der Tempel des Claudius war Ziel des Hasses, da er als „Zitadelle der Tyrannei“ betrachtet wurde. Tacitus berichtet, dass die Stadt unbefestigt war. Ein Standbild der Victoria soll nach hinten umgefallen sein. Dies wurde als böses Omen gedeutet. Die Bewohner der Stadt baten den Prokurator Catus Decianus um Hilfe, der aber nur 200 schlecht bewaffnete Mann zur Hilfe sandte. Als die Briten schließlich angriffen, konnten sie die ganze Stadt problemlos einnehmen, plündern und niederbrennen. Nur der Tempel hielt länger stand. Hier hatten sich die Soldaten verschanzt. Nach zwei Tagen Belagerung fiel aber auch er. Archäologische Ausgrabungen haben überall in der Stadt Zerstörungsspuren zu Tage gebracht. Zu den bemerkenswertesten Funden gehört der Fenwick Treasure. Es handelt sich um zahlreiche Schmuckstücke, die vielleicht einer wohlhabenden Frau gehörten. Der Schatz wurde kurz vor der Plünderung vergraben, offensichtlich um ihn vor den Feinden zu schützen, wurde aber nie wieder gehoben. Der Schatz besteht aus drei goldenen Armbändern, einer Silberkette, zwei Silberarmreifen, einem Silberarmband, einem Beutel mit Münzen und einer kleinen Truhe mit zwei Paar Ohrringen und vier Fingerringen. Ein anderer bemerkenswerter Fund sind die Reste einer Matratze, die auf dem Boden eines Zimmers lag und deren Abdruck und Musterung noch gut erhalten waren.
Nach dem Boudicca-Aufstand wurden Veteranen der Legionen XIIII Gemina Martia Victrix und XX Valeria Victrix im zerstörten Camulodunum angesiedelt und bauten die Stadt wieder auf. Die Provinzialverwaltung wurde jedoch nach London (Londinium) verlegt.

## Zweites und drittes Jahrhundert
In den folgenden Jahren erlebte Camulodunum seine eigentliche Blütezeit, obwohl es nie wieder eine bedeutende politische Rolle spielen sollte. Die Stadt wurde um 80 bis 100 n. Chr. nochmals erweitert und erhielt in dieser Zeit auch eine Stadtmauer. Obwohl für eine heute noch bewohnte Stadt relativ viel ergraben wurde, so fehlen doch noch viele öffentliche Gebäude. Nur die Standorte des Theaters und des neu erbauten Tempels des Kaiserkultes sind bekannt. Bisher fehlen jegliche Hinweise auf ein Forum, von Thermen sind in den letzten Jahren Reste lokalisiert worden. Stattdessen wurden zahlreiche Peristylhäuser gefunden, die reich mit Mosaiken und Wandmalereien ausgestattet waren. Im Norden und Osten konnten außerhalb der Stadtmauern Vorstädte festgestellt werden. Hier lagen auch umfangreiche Friedhöfe mit teilweise aufwändigen Grabbauten.

## Wirtschaft

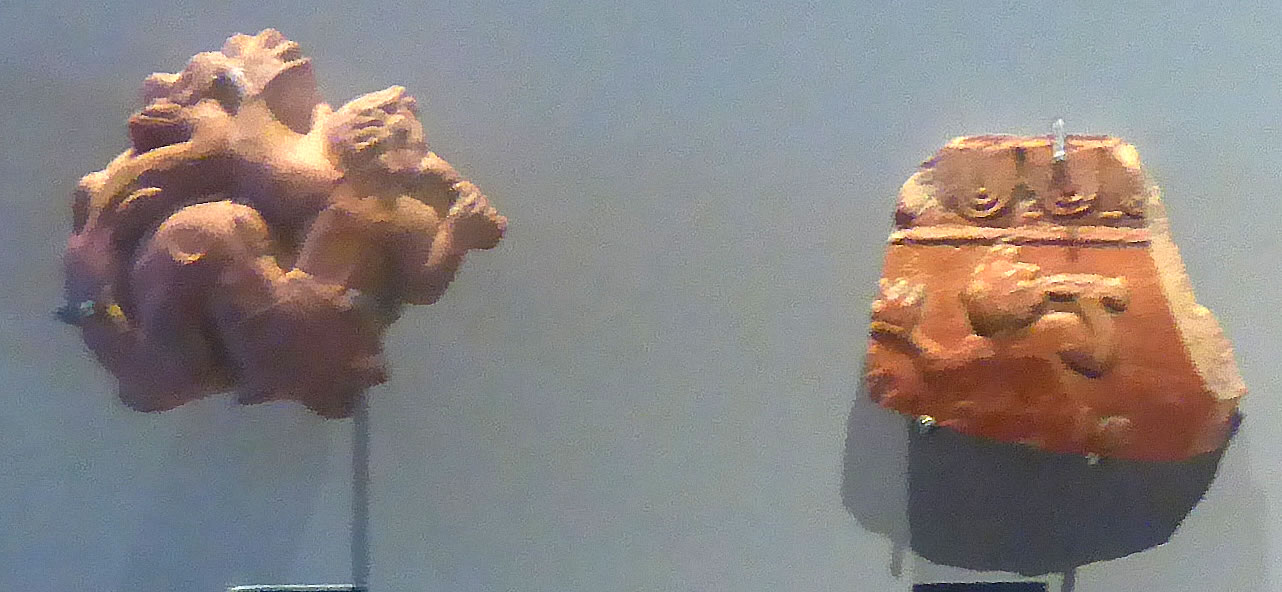
Terra Sigillata aus Camulodunum

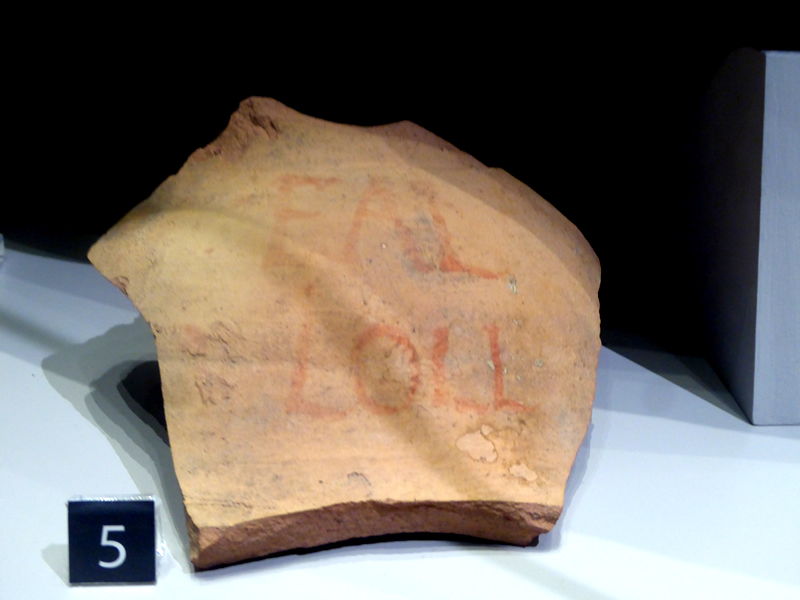
Topfscherbe mit dem Vermerk: FAL LOLL

Camulodunum war ein wichtiges Töpfereizentrum. Verschiedene Töpferöfen sind in der Stadt gefunden worden. Die Stadt ist einer der wenigen Orte in Britannien, in dem Terra Sigillata produziert wurde. Wahrscheinlich kamen Handwerker in der Mitte des zweiten Jahrhunderts in die Stadt und richteten dort eine Werkstatt ein, von denen auch eine ausgegraben werden konnte. Terra Sigillata war schwieriger als einfache Keramik herzustellen. Dekorierte Gefäße sind in Formen gearbeitet worden, während der Sockel später angefügt wurde. Die Keramik benötigte auch besondere Brenntechniken, da vor allem die Temperatur genau kontrolliert werden musste. Bei Ausgrabungen in der Stadt fanden sich über 400 Fragmente von Formen. Überraschenderweise war die Produktion in der Stadt jedoch kommerziell nicht sehr erfolgreich. Von 1228 Terra Sigillata-Fragmenten, die sich bei jüngsten Ausgrabungen fanden, stammen nur 5 Scherben aus der lokalen Produktion. Dies mag an der nicht so guten Qualität des Tons in der Region liegen, der deshalb vielleicht importiert werden musste und deshalb die Produktion nicht sehr lukrativ machte.
Neben der Terra Sigillata produzierte die Stadt noch zahlreiche weitere Töpferwaren und kann als ein Hauptzentrum der Keramikproduktion in Britannien bezeichnet werden. Viele Töpferwaren aus der Stadt wurden an diverse Festungen an den Hadrianswall exportiert. Vor allem Mortaria aus Camulodunum, grobe Schalen zur Lebensmittelverarbeitung, fanden sich dort. In Camulodunum wurde auch Ware im Barbotine-Stil produziert. Dabei wurden Figuren auf die Oberfläche der Gefäße mit Schlick moduliert. Als Meisterwerk dieser Produktion gilt die Colchester Vase, auf deren Außenwände Gladiatoren beim Kampf zu sehen sind. Es ist allerdings umstritten, ob genau diese Vase aus Camulodunum oder Gallien stammt.
Es gibt auch Belege für Glasverarbeitung. Bei Ausgrabungen fanden sich einige Reste von Abfällen, die bei der Glasproduktion entstehen, sowie Fragmente, die vielleicht von einem Glasbarren stammen. Diese Belege sind nicht sehr zahlreich, reichen aber aus, eine Glasproduktion in geringen Rahmen zu belegen. Die Glasabfälle fanden sich an verschiedenen Orten bei Ausgrabungen und können deshalb nicht mit Sicherheit einem bestimmten Haus zugeordnet werden.
Zahlreiche Funde belegen einen lebhaften Handel mit anderen Teilen des römischen Reiches. Auf einer Scherbe aus der Stadt findet sich die kurze Inschrift FAL LOLL. FAL steht für Falerner Wein, der in der Kampagne in Italien angebaut wurde und in der Antike sehr beliebt war. Lollius ist der Name des Weinexporteurs, der aus anderen Quellen jedoch nicht mit Sicherheit bekannt ist.

## Bauten

### Der Tempel des Claudius
Der Tempel des Claudius ist der größte bisher bekannte Tempel in klassischem Stil in Britannien. Der Tempel wird von Tacitus und Seneca erwähnt. Die Lage des Tempels war lange Zeit unbekannt. Erst in den 1920er Jahren wurde klar, dass Gewölbe, die sich unter Colchester Castle, der normannischen Burg in der Stadt, befinden, zu diesem Tempel gehörten. Bei diesen sogenannten Gewölben handelt es sich jedoch in Wirklichkeit um die Abdrücke des Tempelfundamentes. Beim Bau des Tempels sind Gräben ausgehoben worden, die dann mit Zement und Steinen sowie stützenden Holzplanken ausgefüllt wurden, um den weichen Untergrund zu stabilisieren. Der eigentliche Tempelbau war einst circa 24,4 Meter breit und 32 Meter lang. Berechnungen zufolge war er mit Podium mehr als 20 Meter hoch. Die Säulen waren etwa neun Meter lang. An der Frontseite befanden sich eine Treppe und wahrscheinlich acht Säulen. Vor dem Tempel stand einst sicherlich ein Altar, von dem aber bisher nichts gefunden wurde. Nach Tacitus soll sich beim Tempel eine Statue der Siegesgöttin Victoria befunden haben. Der Tempel stand in einem großen Tempelbezirk, der von Arkaden umgeben war, die eine Seitenlänge von etwa 120 m hatten. Der Tempel wurde nach dem Boudicca-Aufstand wieder aufgebaut. Es ist umstritten, wann der Tempel dem Claudius geweiht wurde. Claudius wünschte, nicht als Gott verehrt zu werden, sodass der Tempel erst nach seinem Tode ihm geweiht werden konnte. Doch mag er hier eine Ausnahme gemacht haben, um seine Macht in der neu von ihm eroberten Provinz zu stärken.

### Weitere Tempel
Es gab in der Stadt verschiedene römisch-keltische Umgangstempel. Einer von ihnen stand am sogenannten „Balkerne Tor“ (das Haupt- und Westtor der Stadtmauer), außerhalb der Stadtmauern. Das Heiligtum hatte eine Cella und einen Umgang. Die Cella war etwa 14,5 × 7,3 m groß, der Umgang war etwa 14,50 m im Quadrat. Von den Mauern der Cella fanden sich nur noch wenige Reste. Der Fußboden war nirgendwo erhalten. Die meisten Mauern waren von Steinräubern geraubt worden, sodass sich bei den Ausgrabungen nur noch die leeren Gräben beobachten ließen. Der Bau wurde im ersten Jahrhundert errichtet und in der ersten Hälfte des vierten Jahrhunderts aufgegeben. Die hier verehrte Gottheit ist unbekannt. Südlich von dem Tempel, auf der anderen Seite der antiken Straße, konnten die Reste eines weiteren Heiligtums ausgegraben werden. Der Bau (etwa 10,8 × 11,2 m) bestand aus einer soliden Rückwand, während die Nordseite vier, und die Ost- und Westseite zwei Pilaster besaßen. Der Grundriss ist sehr ungewöhnlich und erklärt sich sicherlich am besten als kleines Heiligtum, das in Verbindung mit dem Tempel auf der anderen Straßenseite stand.
Vier weitere Tempel konnten nördlich der eigentlichen ummauerten Stadt ausgegraben werden. Einer von ihnen war besonders groß und von einer Mauer umgeben. Eine Kupferplakette berichtet, dass Publius Oranius Facilis eine Jupiterstatuette weihte. Dementsprechend mag einer der Tempel hier dem Jupiter geweiht gewesen sein. Ein weiterer Tempel befand sich westlich der Stadt in einiger Entfernung von der restlichen Stadtbebauung und war dem Silvanus geweiht.

### Theater
1982 wurden die Reste eines Theaters gefunden, das aus Stein erbaut war. Es lag neben dem Tempel des Claudius und wird bei Tacitus erwähnt. Es war einst ungefähr 60 Meter breit und damit eines der größten in Britannien. Da nur Teile der Fundamente ausgegraben wurden, kann nur wenig zu dem einstigen Aufbau gesagt werden.

### Forum und Thermen
Mit Sicherheit konnte bisher kein Forum identifiziert werden. Lange Zeit waren auch keine öffentlichen Badeanlagen bekannt. Immerhin fand man in den letzten Jahren massive Fundamente in „Insula 20“, die vielleicht zu einer Badeanlage gehören. Reste eines – wahrscheinlich – öffentlichen Bades traten auch bei Ausgrabungen im Jahr 2019 zu Tage.

### Gewerbebauten

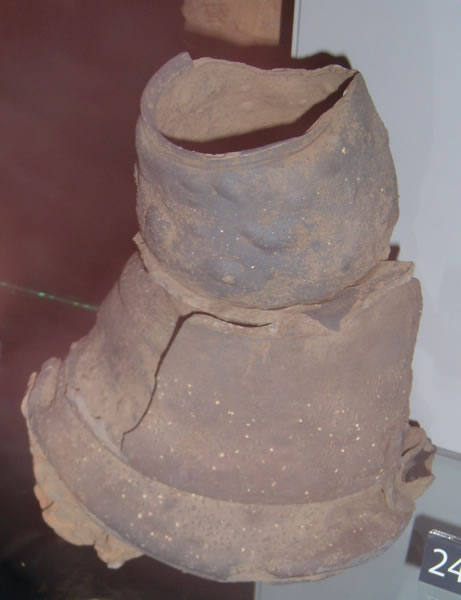
Fehlbrand aus Töpferofen in Camulodunum

Im Süden der Stadt wurden die Reste eines monumentalen, quadratischen Baues ausgegraben, der im zweiten Jahrhundert errichtet wurde. Die Innenmaße betrugen etwa 5,5 × 7,0 Meter. Der Bau lag inmitten von eher landwirtschaftlich genutzten Flächen. Wahrscheinlich handelt es sich um die Reste eines Kornspeichers. Dieser wurde um 300 niedergerissen und an dessen Stelle wurde ein Ofen zum Korntrocknen errichtet.
Vor allem westlich, außerhalb der Stadtmauern, wurden zahlreiche Töpferöfen ausgegraben. Sie standen meist abseits von bebauten Flächen im Freien und bildeten in der Regel Gruppen von mehreren Öfen. Die Öfen sind meist etwa zwei bis drei Meter lang und rund oder rechteckig mit einem Feuerloch unter der Erde. Die Töpfe standen auf einem erhöhten Absatz über dem Feuer, das am Boden des Ofens entfacht wurde. In der Stadt fanden sich auch zwei größere, rechteckige Öfen, die jedoch für die Produktion von Kacheln und Ziegeln bestimmt waren.

### Stadtmauer

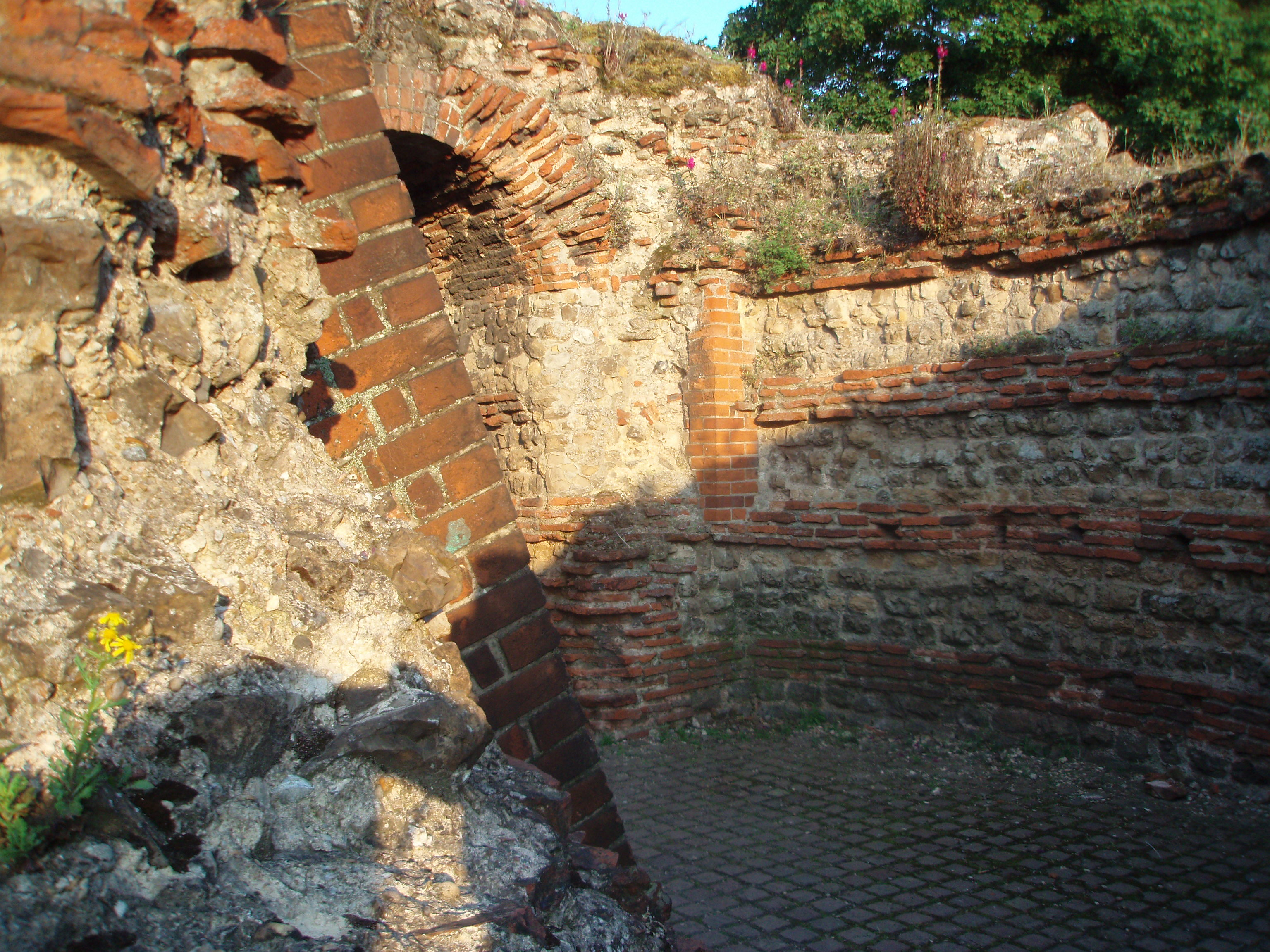
Rest der Stadtmauer von Camulodunum: Ein Turm am Balkerne Tor

Das Stadtgebiet war von einer Mauer umgeben. Sie war 2,835 Kilometer lang, ca. 2,65 Meter stark und mindestens sechs Meter hoch. Die Mauer hatte sechs Tore und ungefähr 24 Türme. Die eigentliche Mauer besteht aus zwei Mauerwerken, die die Außenwände bilden, während der Zwischenraum mit Geröll gefüllt wurde. Die Mauer steht noch heute zu bedeutenden Teilen. Für den Bau der Mauer wurde zunächst ein drei Meter breiter und ein Meter tiefer Graben ausgehoben, der mit Steinen gefüllt wurde. Die Mauer bestand aus jeweils mehreren Schichten von Steinen und dann vier Schichten aus Ziegelsteine. Am Fundament war die Mauer etwas breiter.
Die meisten Stadtmauern Britanniens wurden am Ende des zweiten Jahrhunderts errichtet. Wie die archäologischen Befunde zeigen, wurde die Mauer von Camulodunum jedoch in den Jahren 65 bis 80 n. Chr. erbaut. Dies kann sicherlich mit den Ereignissen um den Aufstand der Boudicca in Verbindung gebracht werden.
Das Westtor der Mauer ist besonders gut erhalten. Es wird heute meist als Balkerne Tor (Balkerne Gate) bezeichnet. Es stand an der Ausfallstraße nach Londinium. Hier stand schon vor dem Bau der eigentlichen Stadtmauer ein monumentales Tor mit zwei Einfahrten und vielleicht einer Inschrift darüber. Beim Bau der Stadtmauer wurde das Tor in die Mauer einbezogen und bildete eines der Haupttore der Stadt. Das Tor hatte nun vier Einfahrten, zwei von dem schon stehenden Tor und jeweils links und rechts davon eine weitere kleinere Einfahrt. Das Tor wird von zwei halbrunden Türmen flankiert, deren Eingang jeweils an der Mauerrückseite liegt und die heute noch gut erhalten sind. Ein weiteres Tor wurde im Nordosten der Stadtmauer ausgegraben. Es wird auch als Duncan's Gate, nach seinem Entdecker, bezeichnet. Hier gab es nur eine Durchfahrt. Steinfragmente zeigen, dass es ein gewölbtes Doppelfenster gab. Über dem Tor stand wohl ein Turm. Das Tor steht nicht an derselben Stelle, an der das Tor im römischen Militärlager stand, sondern ist um eine Insula versetzt.

### Circus

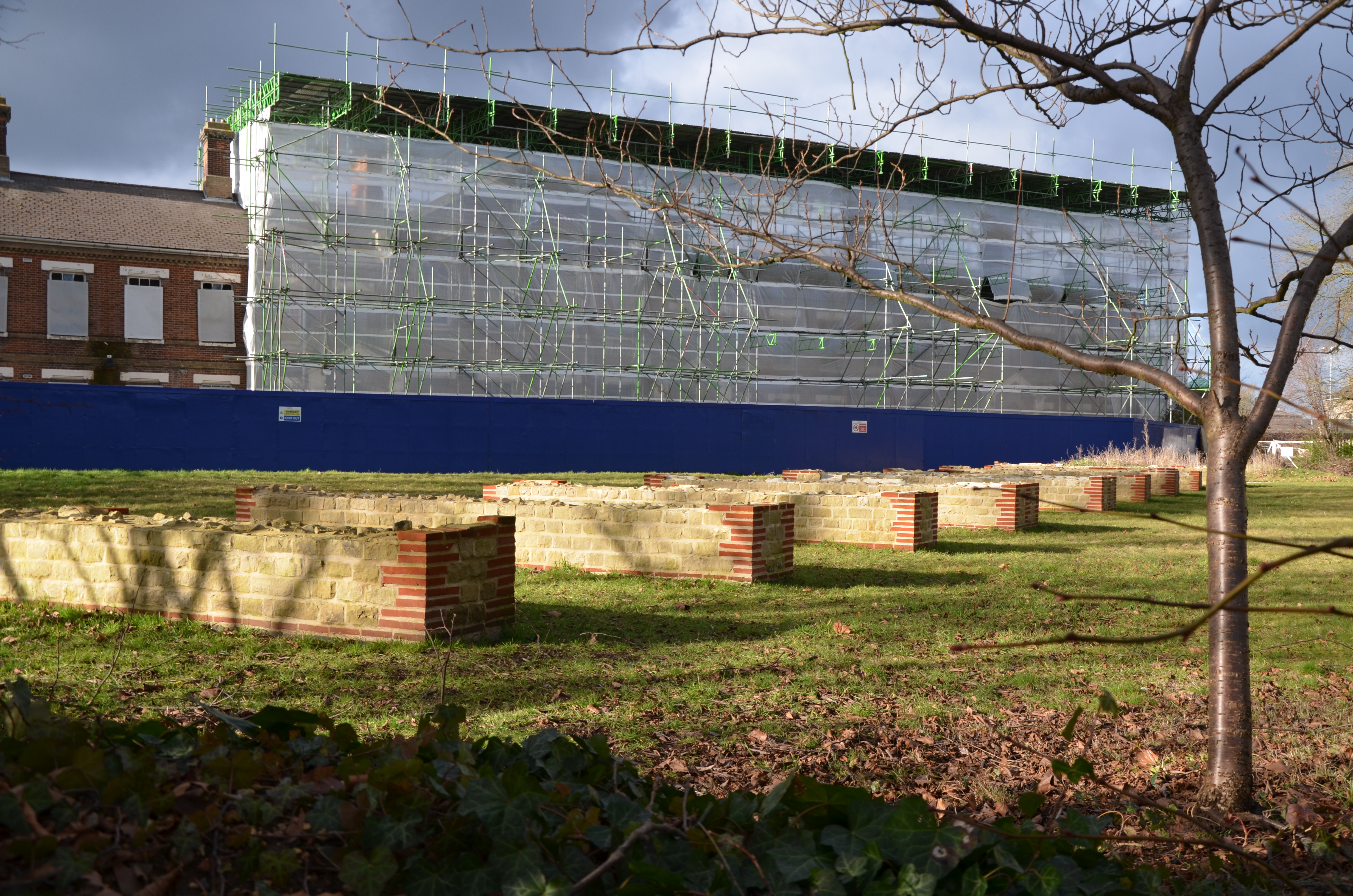
Reste des Circus

400 m südlich der Stadt, außerhalb der Stadtmauern, fanden sich die Reste von einem Circus (Pferderennbahn). Es handelt sich um den einzigen bekannten Circus im römischen Britannien. Der Bau war einst etwa 447 Meter lang und 71 bis 74 Meter breit. Die Länge ist typisch für einen römischen Circus, doch ist die Anlage vergleichsweise schmal. Der Steinbau wurde im zweiten Jahrhundert errichtet und um 275 n. Chr. aufgegeben. Es gab acht Starttore, was vergleichsweise wenig ist. Der Circus ist exakt parallel zur Stadt orientiert, mit den Kurzseiten im Osten und Westen.

## Gosbecks
Südlich der eigentlichen Stadt befand sich schon in keltischer Zeit ein Siedlungsgebiet, wo sich auch zahlreiche aufwändige keltische Bestattungen fanden. Es handelt sich wahrscheinlich um das eigentliche Camulodunum. Der Ort behielt in römischer Zeit seine Bedeutung bei. Hier stand für kurze Zeit ein Militärlager. Später wurde hier ein Theater und ein Tempelkomplex errichtet. Das Theater konnte etwa 5000 Besucher fassen und war das größte im römischen Britannien. Der Tempelkomplex bestand aus einem Portikus mit vielleicht 260 Säulen, die einst etwa 5 m hoch waren. Innerhalb des Portikus stand ein gallo-römischer Tempel, der nicht im Zentrum, sondern in die Südost-Ecke des Bezirkes versetzt stand. Der Fußboden des Tempels war mit schwarz-weißen Mosaiken versehen, die Wände zum Teil mit Marmor dekoriert. Die Säulen waren mit Marmorimitationen bemalt. Es ist unsicher, welche Gottheit hier verehrt wurde. Es fand sich ein Siegelring mit der Darstellung des Mars, der in Britannien wiederum mit Camulos gleichgesetzt wurde. Von Camulos erhielt Camulodunum seinen Namen. Theater lagen oftmals nahe einem Tempelkomplex. Hier in Gosbecks wurde auch eine gut erhaltene Bronzestatue des Merkur gefunden, die zunächst Anlass zur Vermutung gab, dass dieser Gott hier verehrt wurde. Camulodunum fungierte offensichtlich als lokales, administratives, ökonomisches und religiöses Zentrum, eventuell vor allem für die Trinovanten, während in der Kolonie Colonia Victricensis vor allem Veteranen und Römer mit Bürgerrecht lebten.

## Wohnbebauung
Im ganzen Stadtgebiet fanden sich bei Grabungen Reste von Wohnbauten. Demnach war die Stadt dicht mit Häusern bebaut, wobei es innerhalb der Stadt, vor allem bei der Stadtmauer, aber auch zahlreiche freie Flächen gab, die für Gärten oder landwirtschaftlich genutzt wurden. Bei den Ausgrabungen konnte an diversen Stellen im Stadtgebiet beobachtet werden, wie das Militärlager in eine Zivilstadt umgewandelt wurde. Nachdem die Soldaten abgezogen waren, sind die Baracken zu Wohnhäusern umgebaut worden. Die Bauten dieser Zeit waren zum Teil aus Holz errichtet und hatten Flechtwerkwände. Die Räume waren zum Teil ausgemalt. Diese Stadt ist im Jahr 60/61 niedergebrannt worden. Bei Ausgrabungen konnten viele verkohlte, organische Materialien, die sonst vergangen wären, gefunden werden. In einem Haus lagen noch verkohlte Früchte (Pflaumen und Datteln). In einem anderen Haus sind die Reste eines Bettes und die stark verkohlten Reste der Bettlaken gefunden worden. Von den Bettlaken waren zum Teil sogar noch die Muster rekonstruierbar, mit denen sie dekoriert waren.
Umfangreiche Reste der Stadt konnten von 1971 bis 1974 am Lion Walk ausgegraben werden. Es handelt sich um Insula XXXVI und XXXVIII. In Insula XXXVI kamen die Reste von zwei großen Peristylhäusern zu Tage. Die Reste waren nicht gut erhalten, doch waren einige Räume mit Hypokausten und Mosaiken ausgestattet. Die Mosaiken waren zum Teil mit Figuren dekoriert und von hoher Qualität, sind aber nicht gut erhalten.
Auch die „Insula XXXIV“ und „Insula XXXV“ konnten zum großen Teil ausgegraben werden. Als ein Einkaufszentrum erbaut wurde, fanden in den Jahren 1981/1982 und 1984/85 Rettungsgrabungen statt, bei denen aber aus finanziellen Gründen nicht alle Reste untersucht werden konnten und Teile der antiken Bebauung ununtersucht der Zerstörung Preis gegeben wurden. In „Insula XXXV“ fand sich ein großes Peristylhaus (Haus Nummer 123, nach der Zählung der Ausgräber). Es handelt sich um das bisher größte in der Stadt ausgegrabene Wohnhaus. Es wurde in der zweiten Hälfte des zweiten Jahrhunderts errichtet und war wahrscheinlich bis ins vierte Jahrhundert bewohnt. Es maß etwa 36 × 40 Meter. Mindestens vier Räume waren mit Mosaiken ausgestattet. Einige Räume waren mit Wandmalereien dekoriert. Es fanden sich auch Reste von Marmor und Steinverkleidungen, die einst vielleicht die Wände schmückten. Ein Pantherkopf aus parischem Marmor stammt wahrscheinlich von einem Marmortisch und unterstreicht den Wohlstand der ehemaligen Bewohner. Einige Räume waren unterkellert. Es fanden sich umfangreiche Reste von Fensterglas. Ein großer Saal lag tiefer als die anderen Räume und war mit einem Mosaik ausgestattet. Die Ausgräber vermuten, dass dieser Raum als Heiligtum diente.
Die Nachbarhäuser waren meist kleiner, hatten oftmals ebenfalls einen Hof und waren auch mit Mosaiken ausgestattet. Im Norden der Stadt, außerhalb der Stadtmauern, sind 1979 zwei Wohnbauten ausgegraben worden. Der größere Bau gruppierte sich an drei Seiten um einen Hof; die vierte Seite wurde bisher nicht ausgegraben und war vielleicht ebenfalls bebaut. Zur Straße hin gab es eine Werkstatt oder einen Laden. Verschiedene Räume hatten Mosaiken. Ein figürlich dekoriertes Mosaik zeigt im Mittelfeld zwei ringende Eroten. Die Figuren sind nicht gut erhalten, gehören aber zu den besten Bildern auf Mosaiken des römischen Britanniens. In Seitenfeldern sind fantastische Meerestiere dargestellt. Ein Rahmen zeigt Ranken, in denen Vögel sitzen. Das Mosaik datiert in das 2. Jahrhundert n. Chr. Andere Mosaiken im Haus sind schlechter erhalten und waren anscheinend einfacher gestaltet. Aus der Stadt stammen insgesamt etwa 76 Mosaiken. Die meisten zeigen stilisierte florale oder geometrische Muster.

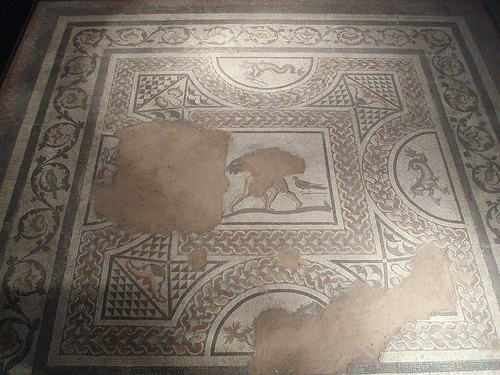
Mosaik aus Colchester mit Eroten als Ringer im Mittelfeld
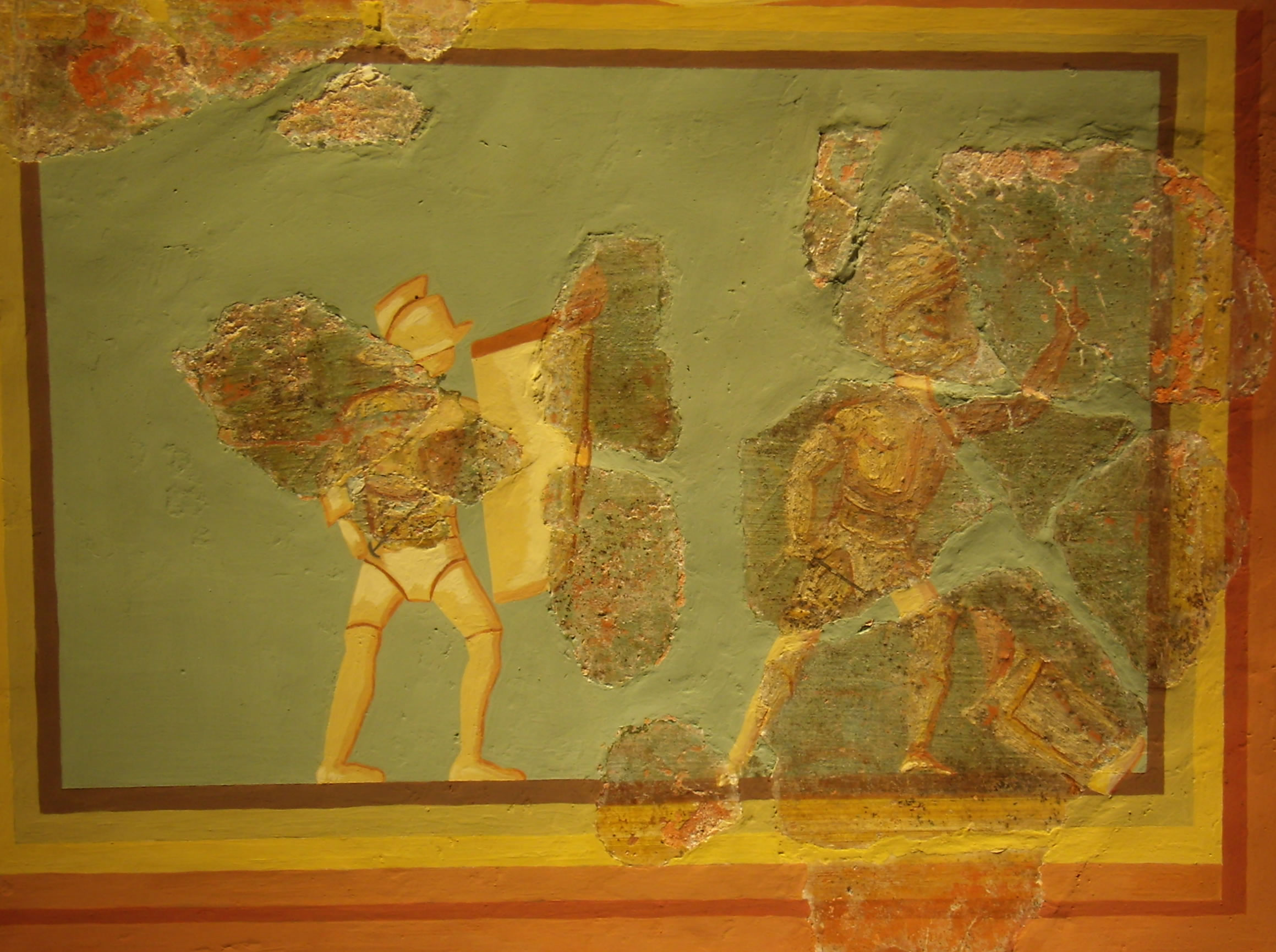
Fragment von Wandmalereien mit der Darstellung von Gladiatoren
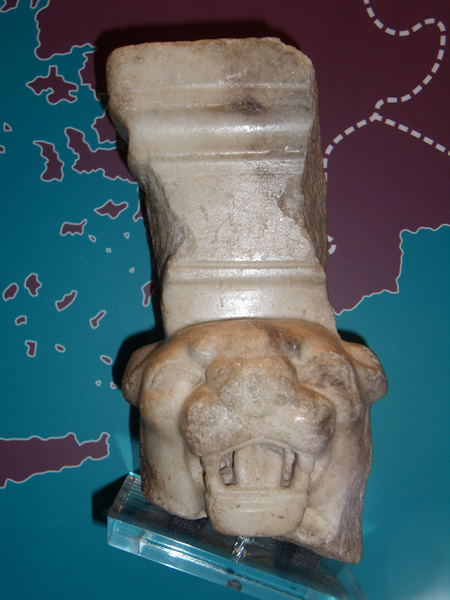
Pantherkopf aus einem Haus in Camulodunum

## Friedhöfe

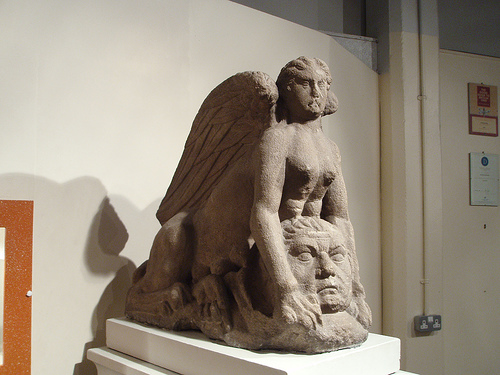
Die Colchester Sphinx

Umfangreiche Gräberfelder sind bei Ausgrabungen im Umfeld der Stadt freigelegt worden. Im ersten und zweiten Jahrhundert n. Chr. herrschten Brandbestattungen vor, ab dem dritten Jahrhundert überwiegen Körperbestattungen. In den ersten beiden Jahrhunderten war die Straße nach Londinium und Verulamium der beliebteste Bestattungsort, vor allem für die lokale Oberschicht. Hier standen einst beschriftete Grabsteine, aber auch Mausoleen. Von solch einem Grabmonument stammt die sogenannte Colchester Sphinx. Die Skulptur zeigt eine geflügelte, auf dem Boden kauernde Sphinx mit einem Kopf zwischen ihren Beinen. Der Kopf symbolisiert die Seele des Toten. Ein bedeutender und gut erhaltener Grabstein gehört Marcus Favonius Facilis, der Centurius der 20. Legion war. Der Grabstein ist gut erhalten und zeigt den Centurius im oberen Stelenfeld stehend in voller Rüstung. Ein anderer gut erhaltener Grabstein zeigt den Reiter Longinus Sdapeze, der ursprünglich aus Thrakien stammte und im Alter von 40 Jahren, nach 15 Jahren Dienst in der Armee, verstarb.
Aus einem Grab stammt die sogenannte Colchester Vase, die auf ihren Außenwänden eine Reihe von Gladiatoren im Kampf zeigt. Sie gilt als ein Meisterwerk des Barbotine-Stiles. In einem anderen Grab, das vielleicht einem Kind gehörte und um 50 bis 60 n. Chr. datiert, fanden sich zahlreiche Tonfiguren von alten Männern in ungewöhnlichen Positionen. Die Figuren stammen wahrscheinlich aus Gallien und sind ungewöhnlich, jedoch nicht ohne Parallelen. Im Grab fanden sich auch Glasgefäße und bearbeitete Knochenfragmente, die vielleicht von einem Totenbett stammen. Ein typischer, aber nicht häufiger, Typ von Urnen sind Gesichtsurnen. Sie sind aus Ton und haben ein schematisch gearbeitetes Gesicht auf der Vorderseite. Glasgefäße waren auch beliebt als Urnen, sind aber auch als Grabbeigaben bezeugt. Wegen der guten Erhaltungsbedingungen in Friedhöfen hat das lokale Colchester Castle Museum eine der bedeutendsten Glassammlungen römischer Zeit in England.
Bleisärge kommen sporadisch vor. Steinsarkophage sind dagegen sehr rar.

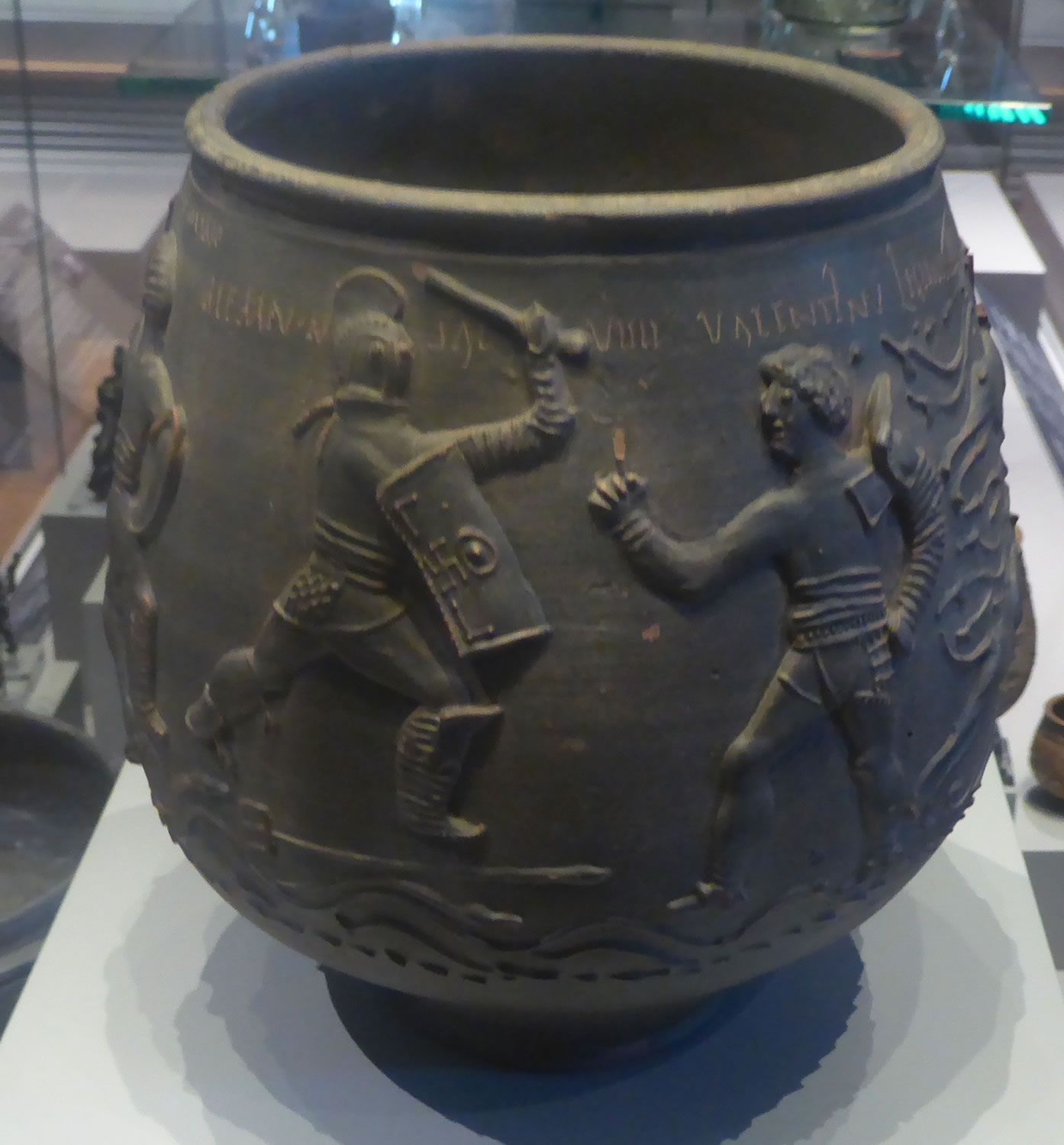
Die Colchester Vase
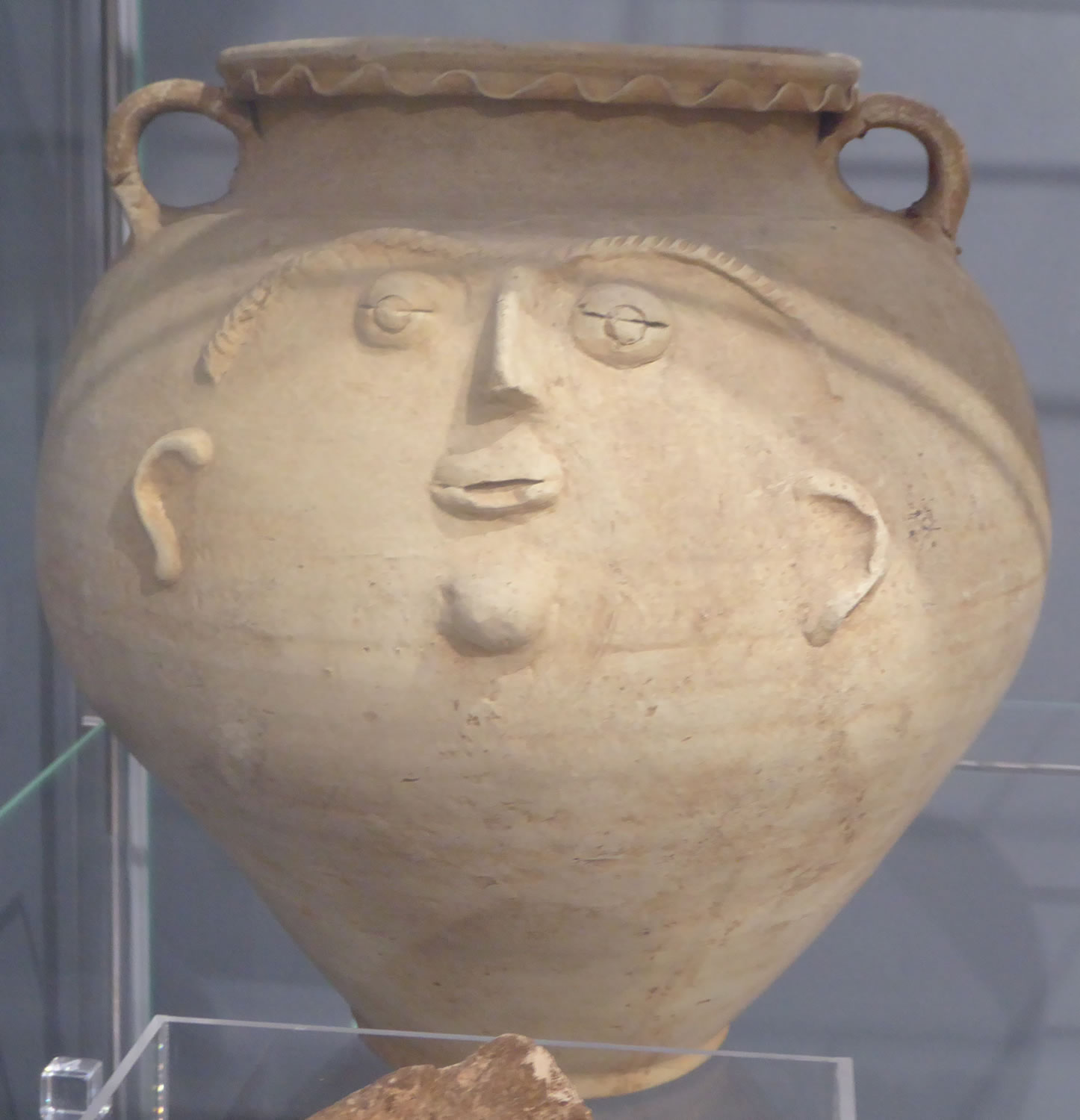
Eine Gesichtsurne
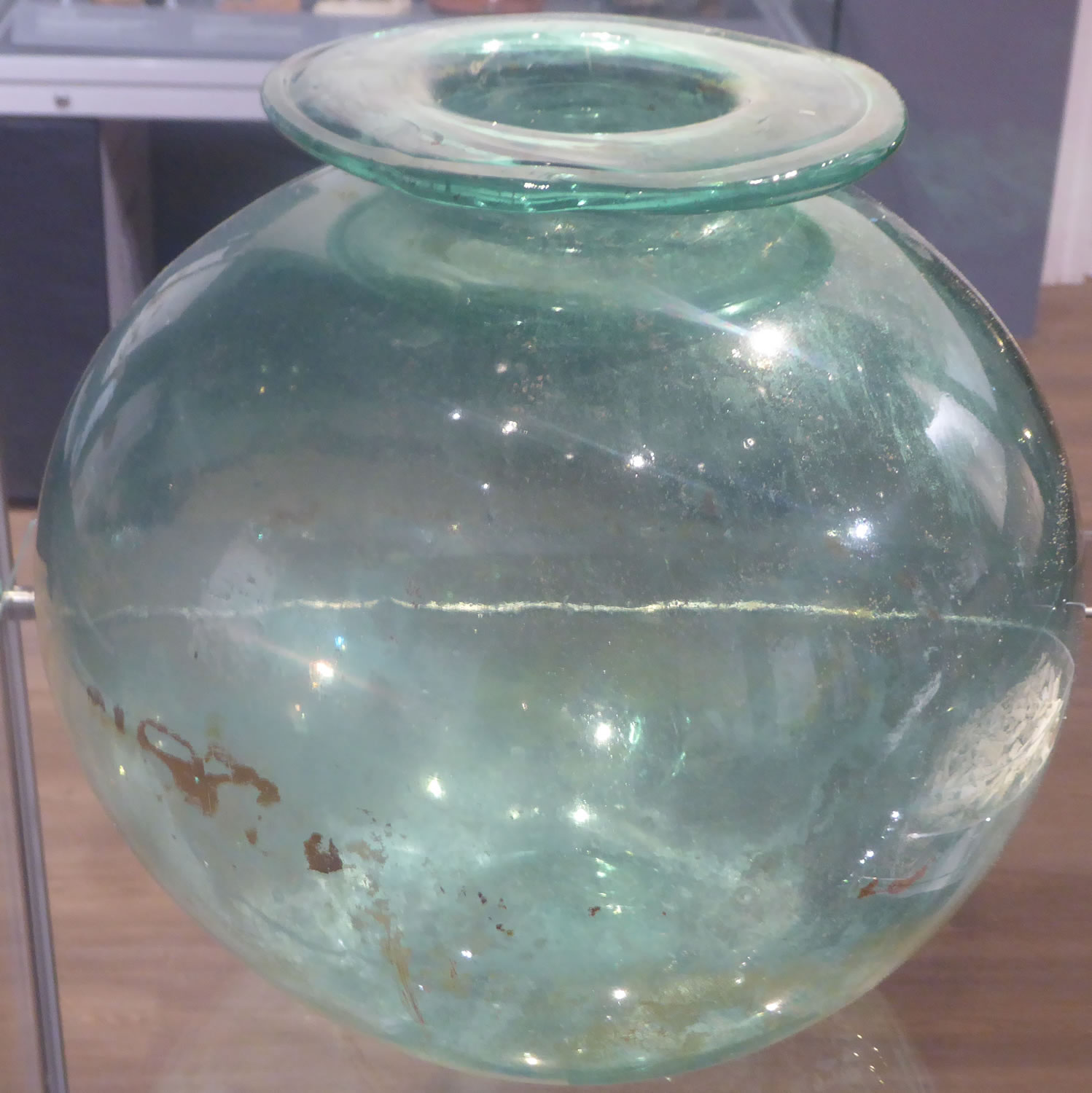
Eine Glasurne
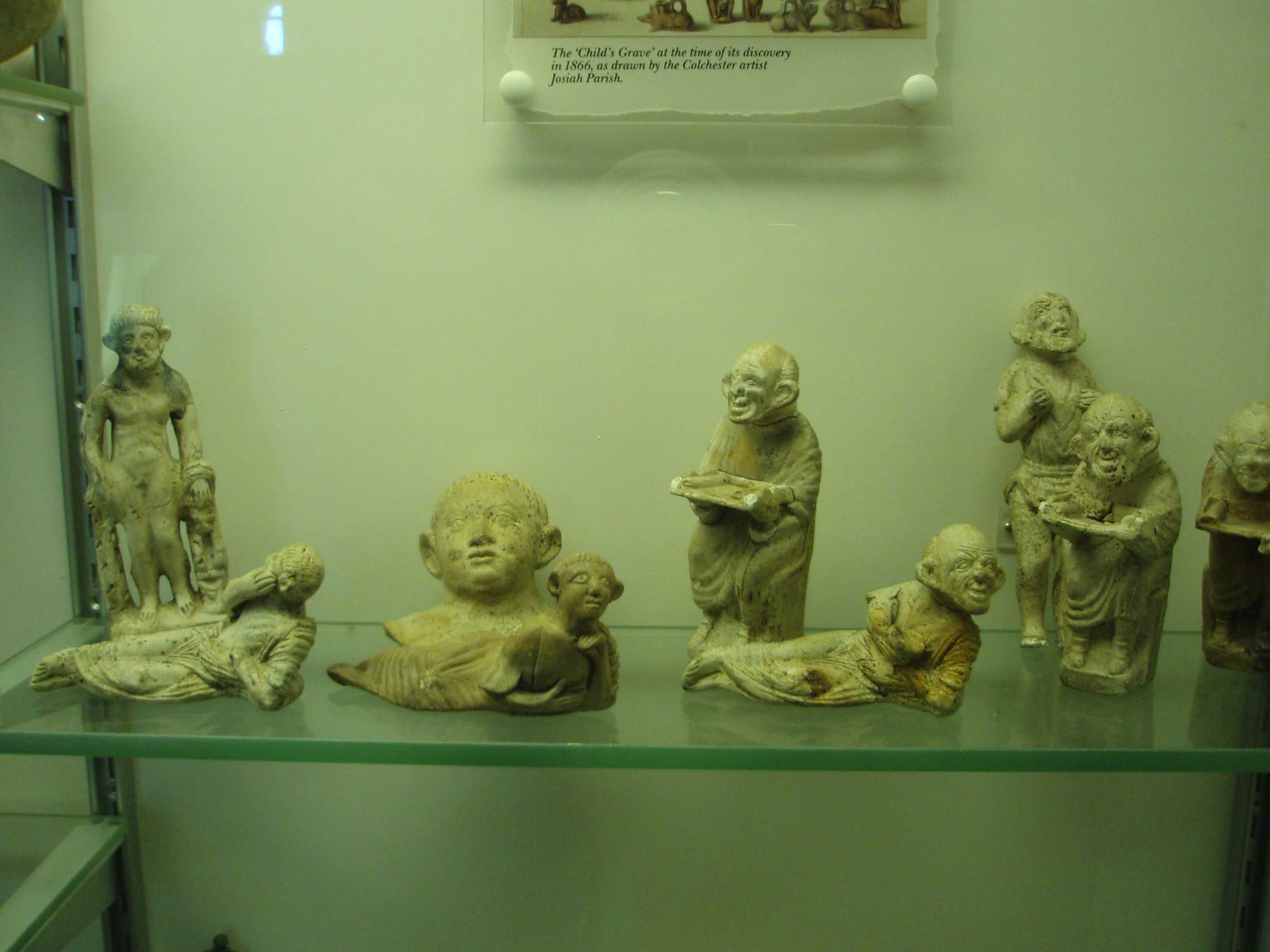
Tonfiguren aus Kindergrab
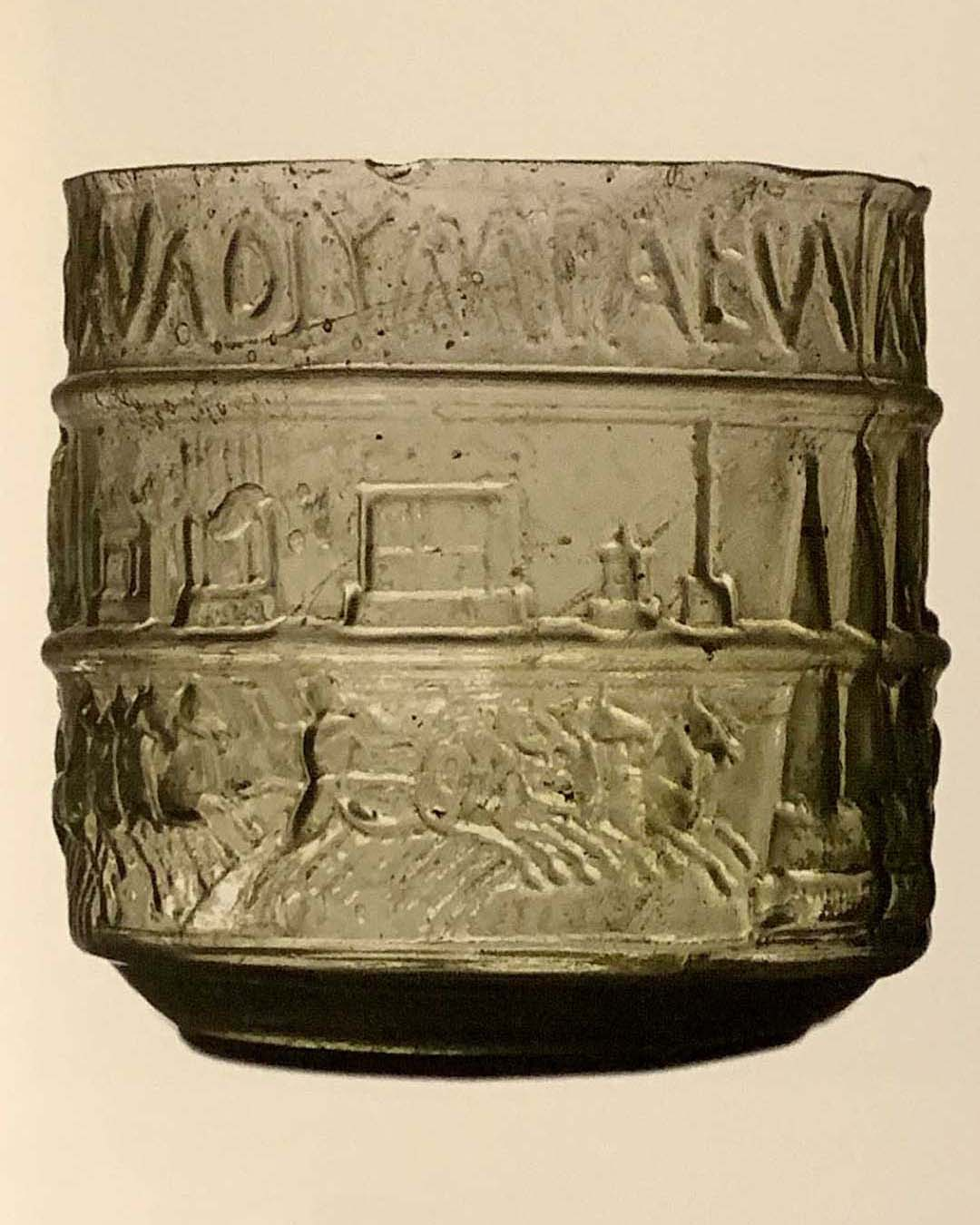
Glasgefäß mit Wagenrennen, aus einem Grab
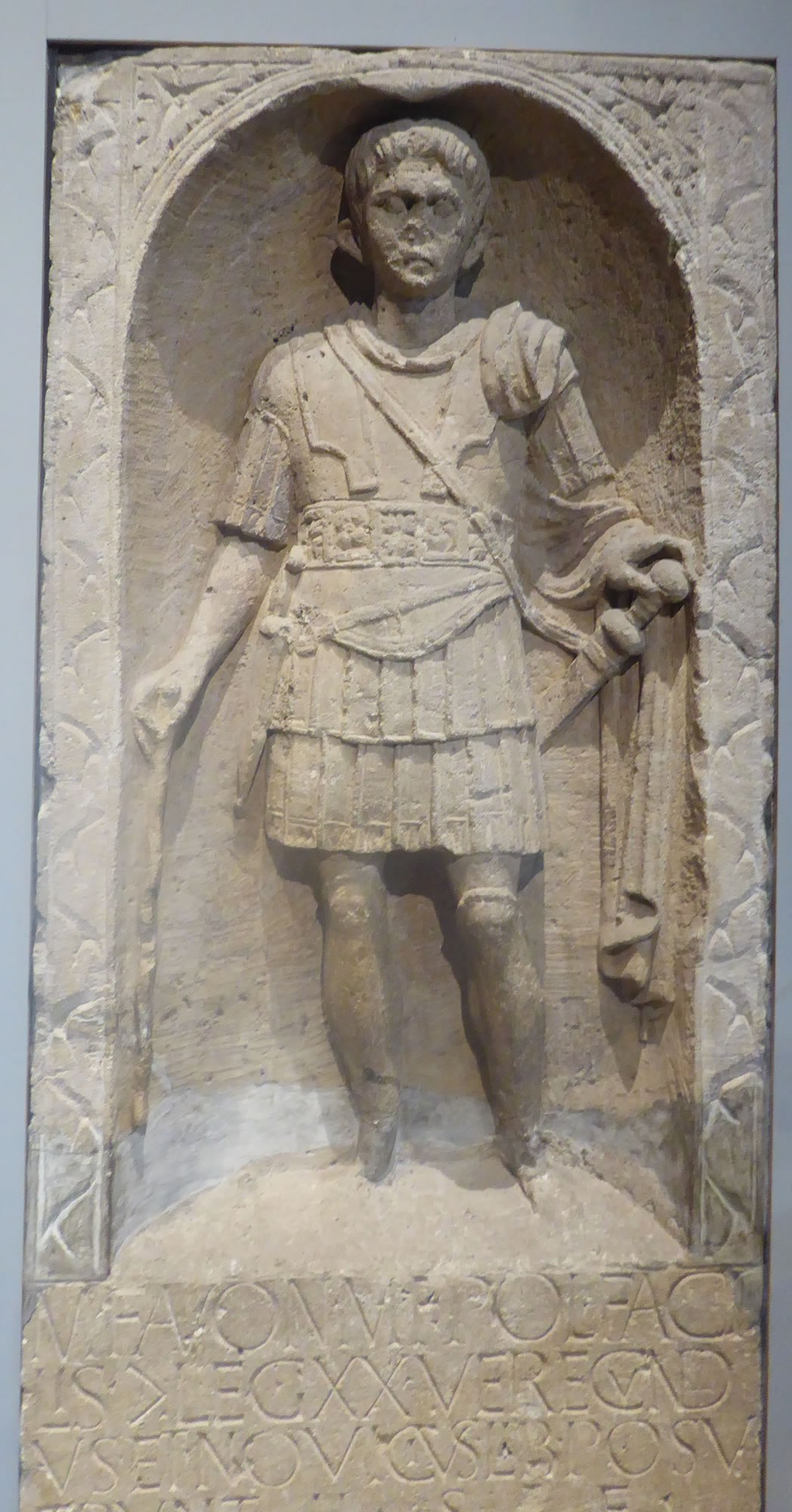
Grabstein des Marcus Favonius Facilis
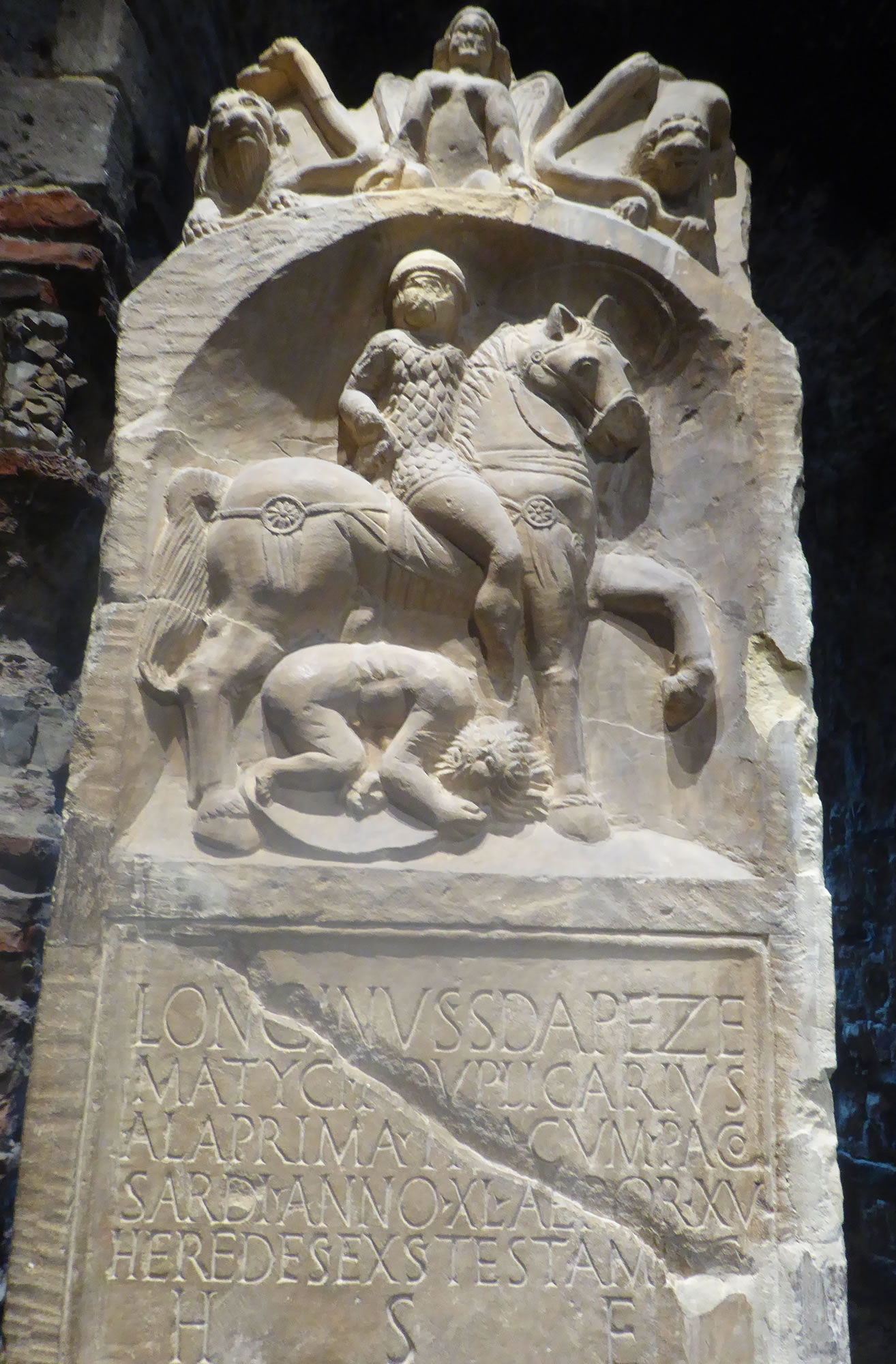
Grabstein des Longinus Sdapeze
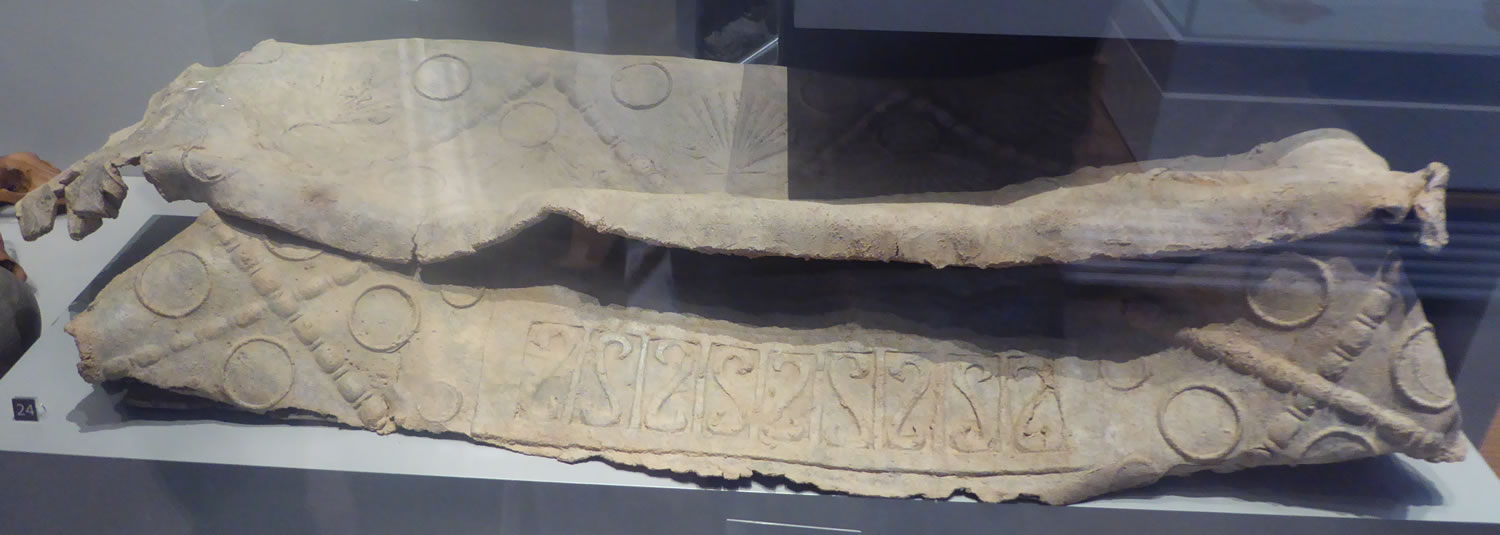
Bleisarg

## Spätantike

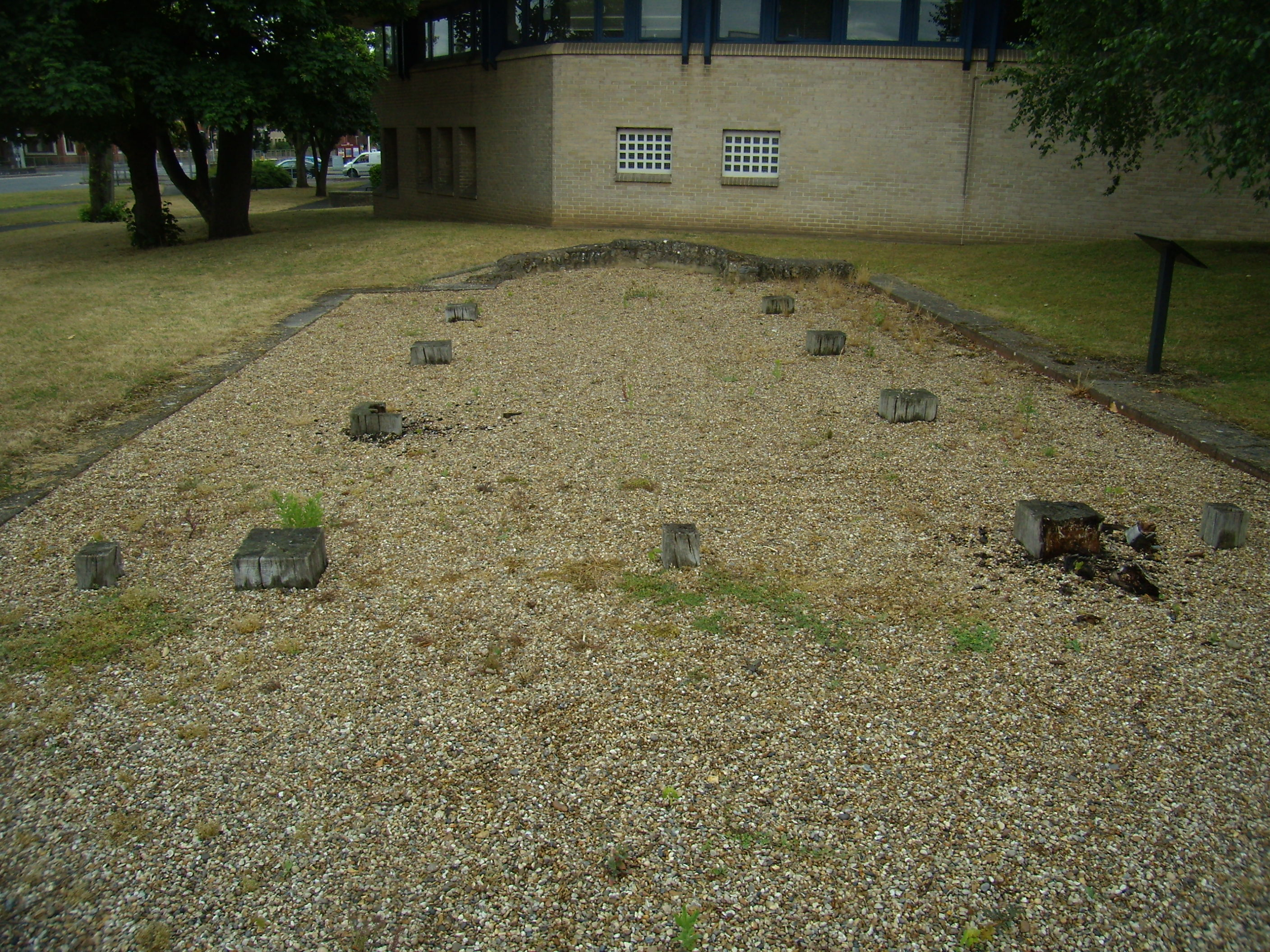
Reste einer spätantiken Kirche

Im 4. Jahrhundert n. Chr. verlor die Stadt, wie andere Orte in Britannien auch, viele ihrer Einwohner, weite Flächen des früheren Stadtgebiets blieben unbebaut. Aus dieser Zeit stammt ein Friedhof, der südlich der Stadtmauer liegt. 660 Gräber konnten ausgegraben werden. Ein älterer Friedhof datiert in die Zeit vor dem vierten Jahrhundert. Die Gräber waren in Nord-Süd-Richtung orientiert und reich an Beigaben. Im vierten Jahrhundert wurde hier ein weiterer Friedhof angelegt, der die älteren Bestattungen zum Teil einfach überdeckte. Die Bestattungen sind nun in Ost-West-Richtung orientiert. Beigaben sind eher selten und kommen dann eher in Bestattungen von Kindern vor. Die Bestattungen lagen dicht beieinander und es kann vermutet werden, dass hier Christen bestattet wurden. Die Leichen sind meist in Holzsärgen beigesetzt worden. Am Rande des Friedhofs stand eine Kirche. Sie ist um 330 n. Chr. erbaut worden und verfiel im 5. Jahrhundert. Der Bau war gut 20 Meter lang und hatte im Osten eine Apsis. Da sie sich neben dem Friedhof fand, mag sie vor allem als Friedhofskirche benutzt worden sein. Die Reste der Kirche sind konserviert und in einen kleinen Park zu sehen. Eine Basilika fand sich im Süden der Stadt, innerhalb der Stadtmauern. Es wurde vermutet, dass es sich auch um die Reste einer Kirche handelt, doch ist dies unsicher und eine Deutung als Speicher ist auch möglich.

## Camelot
Wegen des ähnlichen Klangs des Namens und der früheren Bedeutung der Stadt wurde Camulodunum oft in Verbindung zu Camelot, der sagenhaften Residenz des Königs Artus, gebracht. Selbst wenn man historische Wurzeln für den Mythos in Betracht zieht, ist es sehr unwahrscheinlich, dass ein Zusammenhang besteht. Camelot wird in der von Geoffrey von Monmouth um 1135 verfassten Historia regum Britanniae („Geschichte der Könige Britanniens“), die die spätere Artus-Dichtung stark beeinflusst hat, noch nicht erwähnt. Colchester, die Stadt, die aus der Colonia Victricensis, Camulodunum, hervorgegangen war, fand jedoch Eingang in die Geschichtsdarstellung des Geoffrey von Monmouth. Sie wird als Residenz des Königs Coel, der im 4. Jahrhundert n. Chr. gelebt haben soll, dargestellt. Bei Coel handelt es sich ebenfalls um einen geschichtlich nicht nachweisbaren Herrscher.
Im Mittelalter waren zwar verschiedene lateinische Texte bekannt, die Camulodunum erwähnten, die Kenntnis der genauen Lage der Stadt in Britannien und der siedlungsgeschichtliche Zusammenhang mit Colchester waren jedoch in Vergessenheit geraten. Erst in der zweiten Hälfte des 18. Jahrhunderts wurde diese geographische Verbindung wiederhergestellt.
In der Zeit um das Jahr 500 n. Chr., in der das historische Vorbild für den legendären König Artus gelebt haben könnte, war die Ostküste Englands bereits von den Sachsen besetzt. Das ehemalige Camulodunum war weitgehend zerstört und verlassen. Es kann also nicht die von Chrétien de Troyes Ende des 12. Jahrhunderts erstmals beschriebene Stadt Camelot aus dem Artus-Epos gewesen sein.